# Parachromis managuensis
Parachromis managuensis (Günther, 1867) è una specie di pesci d'acqua dolce appartenente alla famiglia Cichlidae.

## Descrizione
Presenta un corpo alto, compresso ai fianchi, con profilo dorsale molto alto e ventrale relativamente piatto. La bocca è grande e forte, le pinne sono ampie, arrotondate e carnose. La livrea vede un fondo grigio-argenteo con riflessi violacei tendente al giallo oro o al verde oliva con riflessi metallici, tendente al bruno sul dorso e con una fascia orizzontale lungo i fianchi, più o meno visibile: il tutto è riccamente decorato da una fitta chiazzatura nera. Le pinne sono tendenti al grigio-verde, con una fitta rete di puntini neri. Durante il periodo riproduttivo la femmina presenta una tipica colorazione rosso cremisi nel tessuto di copertura delle branchie.

Raggiunge una lunghezza massima di 55 cm.

## Biologia

### Alimentazione
P. managuensis si nutre di pesci e invertebrati.

### Riproduzione

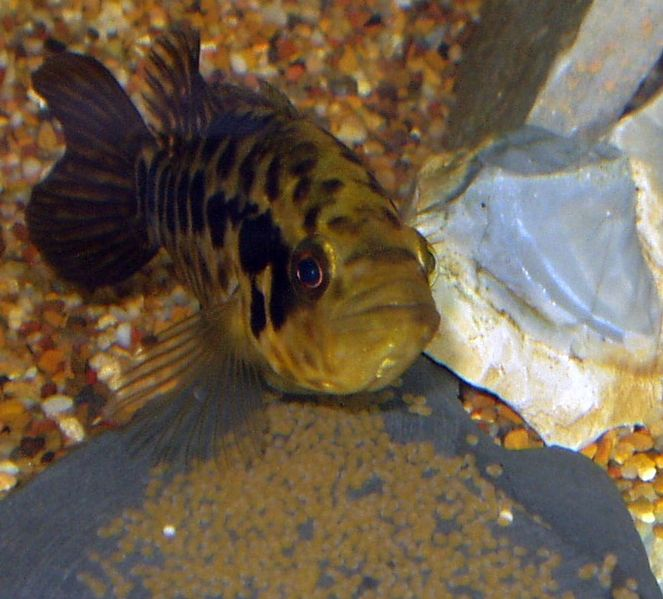
Una giovane femmina controlla a vista le sue uova

È specie ovipara: due volte l'anno la femmina depone in media 5.000 uova (sono registrati casi di oltre 10.000 uova) che sono subito fecondate dal maschio.

I genitori rimangono nel luogo di deposizione a curare le uova e presentano cure parentali anche con gli avannotti.

### Predatori
Uova e avannotti sono fonte di cibo per numerosi predatori.

## Distribuzione e habitat
Questa specie è diffusa in America centrale, nei fiumi Ulua (Honduras) e Matina (Costa Rica), dove abita fiumi, laghi e aree inondate con acque anche non limpide, molto eutrofizzate, calde ma ossigenate, a fondale sabbioso o fangoso.

## Pesca
Nei luoghi d'origine sono pescati e anche allevati in acquacoltura per l'alimentazione umana, sebbene esista un rischio potenziualmente alto di contrarre parassiti nutrendosi di carni non controllate o poco cotte.

## Acquariofilia
Non molto diffuso, è tuttavia commercializzato per l'allevamento in acquario.